# Targ Sienny
Targ Sienny (niem. Heumarkt, kaszb. Sanowé Targòwiszcze) – plac w Gdańsku. Jeden z historycznych targów Gdańska. Znajduje się w dzielnicy Śródmieście.

## Położenie
Targ Sienny od północy przylega do Targu Rakowego, od wschodu do ul. Okopowej, od zachodu jest ograniczony linią kolejową nr 9, a od południa al. Armii Krajowej.
Przez środek Targu Rakowego przepływa Kanał Raduni.

## Historia

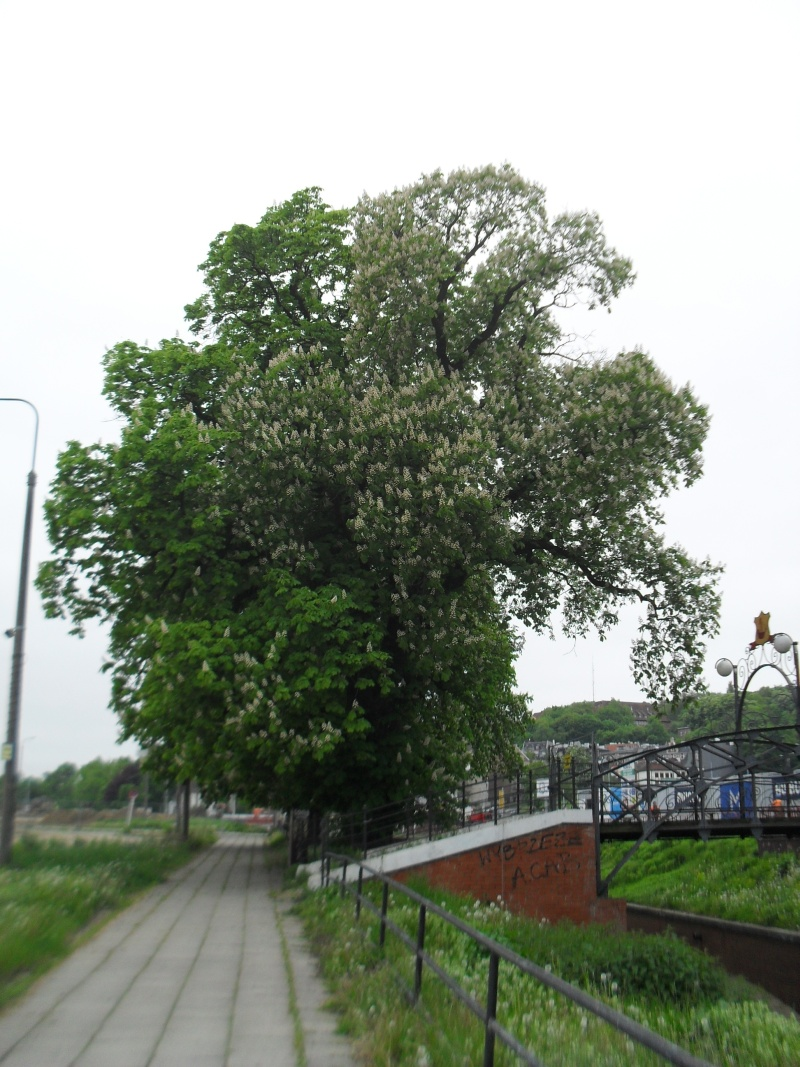
Kasztanowiec zwyczajny przy kanale Raduni (2014)

Targ był położony poza wałami miejskimi. Niegdyś był zwany Targiem Końskim (Pferdemarkt) i Targiem Wołowym (Ochsenmarkt), z racji odbywającego się w tym miejscu od połowy XVIII wieku handlu tymi zwierzętami. W 1866 otrzymał obecną nazwę, związaną z sianem składowanym tu na potrzeby zwierząt przeznaczonych na handel.
Od 1912 plac funkcjonował jako dworzec autobusowy. Funkcję tę zachowano w latach powojennych, a w 1954 wybudowano tu budynek dworca autobusowego z 11 peronami odjazdowymi i 3 przyjazdowymi, który funkcjonował do 1973. Pozostała tu jeszcze pętla autobusowa komunikacji miejskiej, która funkcjonowała do końca czerwca 2015.
Od 1945 do 1990 targ nosił nazwę Plac 1 Maja. 
W latach 1949–1956 planowano zbudować na targu dominujący bryłą dom kultury.
W 1990 roku jedno z drzew rosnących nad kanałem Raduni – kasztanowiec pospolity o obwodzie 360 cm – uznano pomnikiem przyrody.
2 czerwca 2015 przy placu wmurowano kamień węgielny pod budowę kompleksu handlowo-usługowego Forum Gdańsk. Budowa kompleksu, wraz z przebudową układu drogowego w centrum miasta, przykryciem betonową płytą wykopu kolejowego między stacjami Gdańsk Główny i Gdańsk Śródmieście, zakończyła się w 2018 roku.

### Poprzednie nazwy
- Ochsenmarkt
- Pferdemarkt
- Heumarkt
- Plac 1 Maja

## Galeria

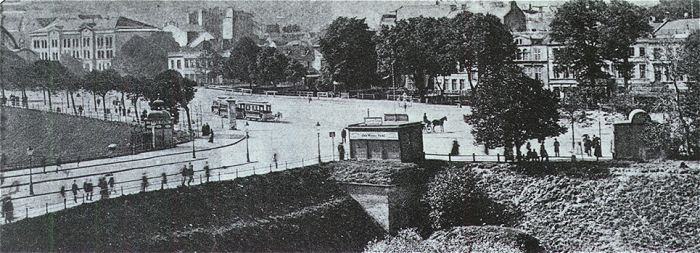
Targ Sienny (1895)
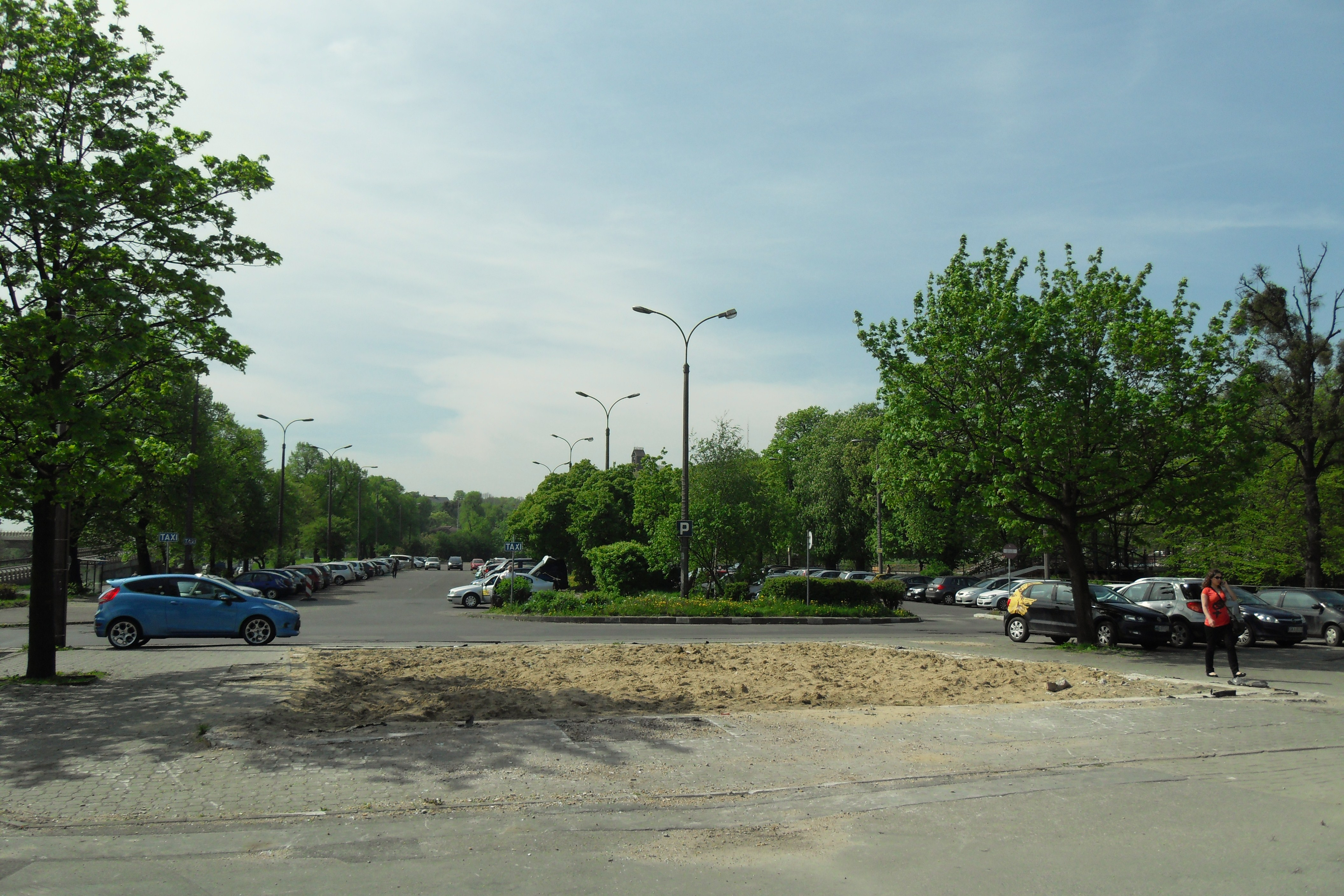
Targ Sienny (2012)
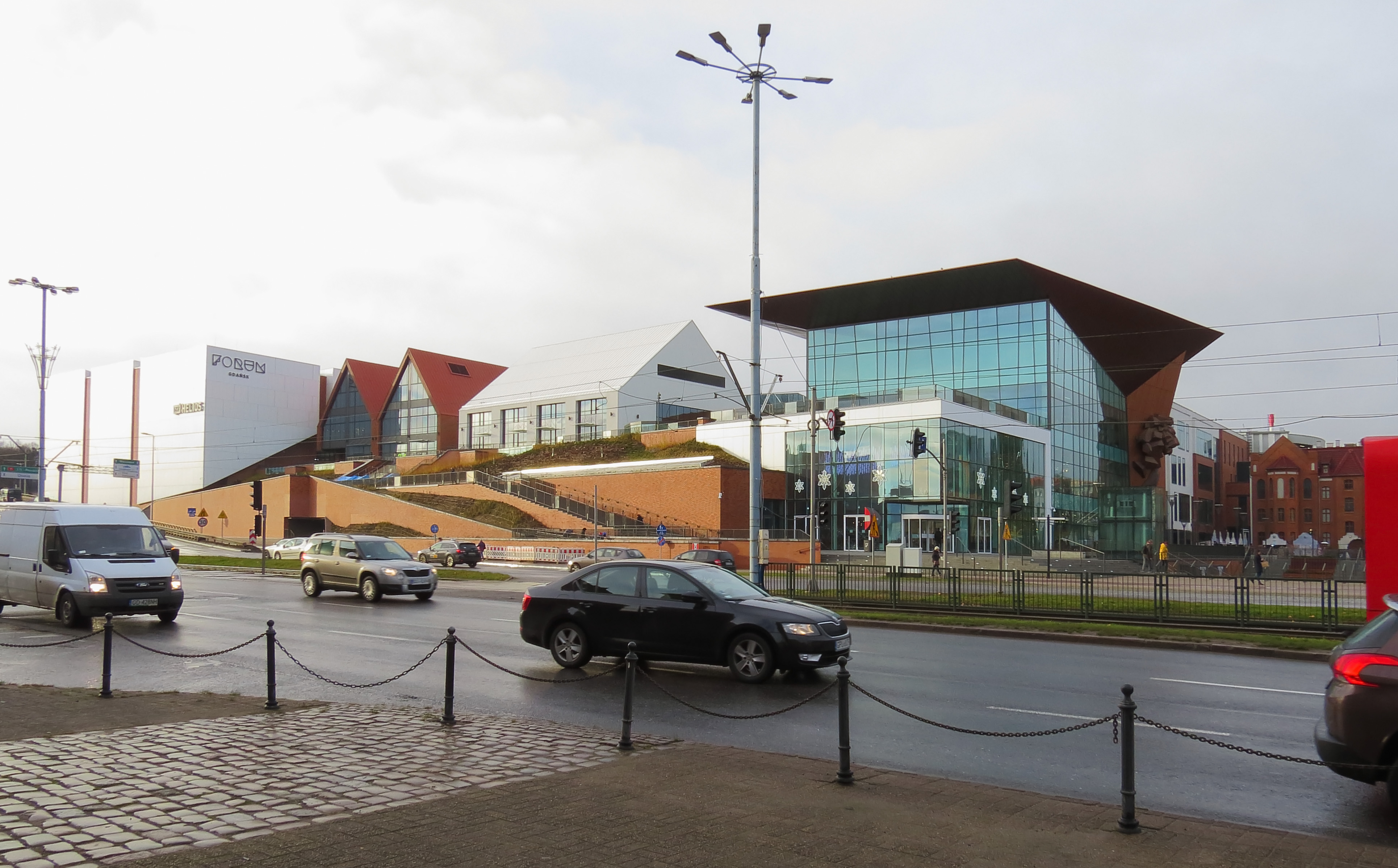
Targ Sienny (2018)